# Wahl zur Nationalversammlung von Suriname 2015
Die Wahl zur Nationalversammlung von Suriname von 2015 fand am 25. Mai 2015 statt.

Wahl 2015:
Nationale Democratische Partij (NDP): 26 Sitze
V 7 Combinatie: 18 Sitze
Alternatieve Combinatie (AC): 5 Sitze
Democratie en Ontwikkeling in Eenheid (DOE): 1 Sitz
Progressieve Arbeiders- en Landbouwers Unie (PALU): 1 Sitz

Aus der Wahl ergab sich für die 51 Sitze der Nationalversammlung von Suriname  (DNA) die folgende Verteilung auf die einzelnen Parteien und Parteikombinationen:
- Nationale Democratische Partij (NDP): – 26 Sitze
- V7 Combinatie: – 18 Sitze
- Alternatieve Combinatie (AC): – 5 Sitze
- Democratie en Ontwikkeling in Eenheid (DOE): – 1 Sitz
- Progressieve Arbeiders- en Landbouwers Unie (PALU): – 1 Sitz

Von dem Bündnis V 7 Combinatie erhielt die Vooruitstrevende Hervormingspartij (VHP)  9 Sitze, die Pertjaja Luhur (PL) 5 Sitze, die Nationale Partij Suriname (NPS) 2 Sitze und die Broederschap en Eenheid in de Politiek (BEP) 2 Sitze.
Von der Alternatieve Combinatie (AC), bestehend aus der Kerukunan Tulodo Prenatan Inggil (KTPI), Partij voor Democratie en Ontwikkeling (PDO) und Algemene Bevrijdings- en Ontwikkelingspartij (ABOP) errangen die Kandidaten von ABOP alle 5 Sitze, davon 4 im Binnenland und 1 in Paramaribo.
Vor der ersten Sitzung der DNA am 30. Juni 2015 nach der Wahl hatte die NDP ihre ersten Koalitionsgespräche abgeschlossen. Sie hatte Vereinbarungen zur Zusammenarbeit mit der BEP aus dem Bündnis V 7 Combinatie (2 Abgeordnete), DOE, PALU (jeweils 1 Abgeordneter) sowie mit 2 Abgeordneten, die sich nach der Wahl von der V7/Pertjaja Luhur (PL) abgekoppelt hatten, getroffen. Die NDP konnte also mit 32 Stimmen bei der Wahl für ihre beiden Kandidaten Jennifer Simons und Melvin Bouva zur Vorsitzenden und zum Vize-Vorsitzenden des Parlaments rechnen.